# Muixeranga d'Algemesí
|  | Per a altres significats, vegeu «Muixeranga (desambiguació)». |

|  | Per a altres significats, vegeu «Muixeranga d'Algemesí (colla muixeranguera)». |

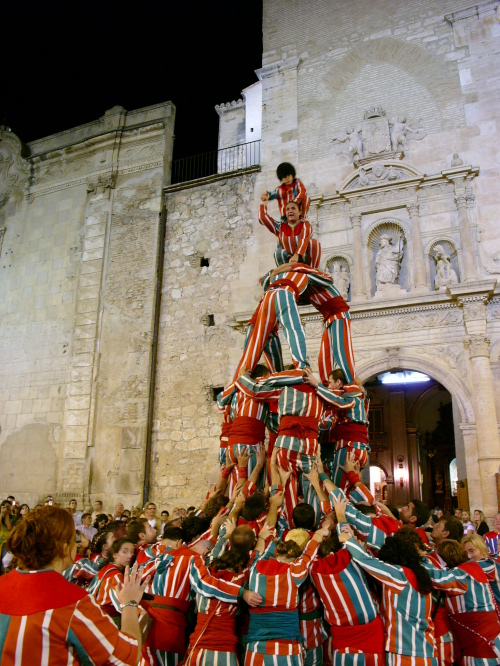
La Nova Muixeranga a Algemesí.

La muixeranga d’Algemesí és un conjunt d’activitats que s’integren en el conjunt de les Festes de la Mare de Déu de la Salut del municipi. Inclouen danses i torres humanes amb elements comuns amb els d'altres comarques valencianes.

## La Mare de Déu de la Salut. Tradició i actes
La tradició diu que la Mare de Déu de la Salut va ser trobada en el tronc d’una morera. Tres vegades va ser portada a Alzira i les tres retornà de forma inexplicable a Algemesí. Aquesta llegenda de la verge trobada, que pot trobar-se també a altres pobles, és la base de la festa i explicació d'alguns dels seus elements.
Les processons de la Mare de Déu de la Salut són les festes majors d'Algemesí, celebrades de manera solemne des de 1724. La data de celebració és el 7 i 8 de setembre. La nit del dia 7 es fa la professó de les promeses. La processoneta del matí és el dia 8, i a la vesprada i nit d’eixe dia és la processó de Volta General, que té una durada considerable: comença abans de les vuit de la vesprada i termina després de les dues de la nit.
La part festiva de la processó la formen els misteris i els martiris, la muixeranga, les danses de bastonets, la carxofa, els arquets, els pastorets, els llauradors o bolero, i els tornejants.

## La muixeranga

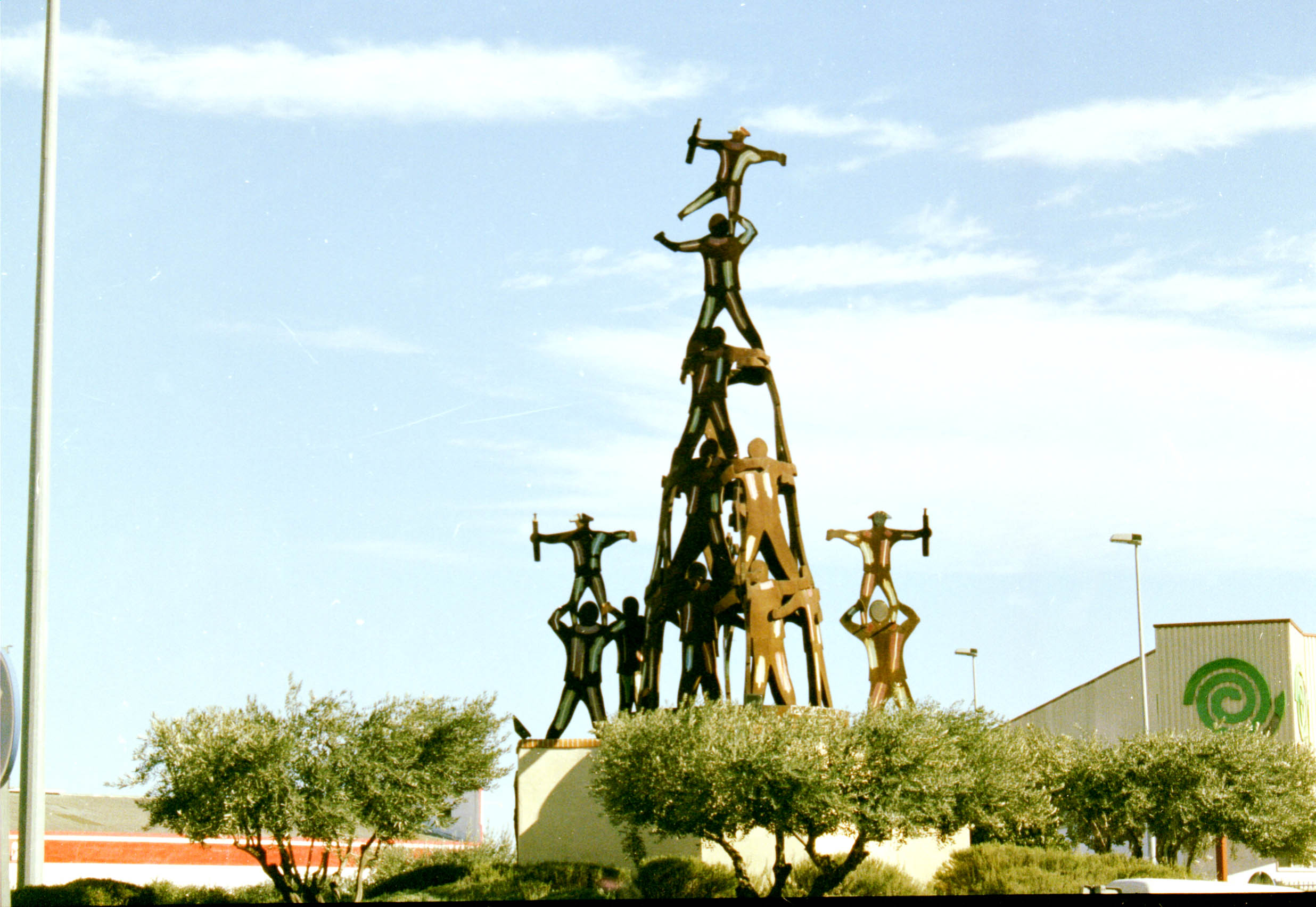
Monument en honor de la Muixeranga als carrers d'Algemesí

La primera qüestió a mencionar vindria constituïda per les opinions que hi ha respecte del nom. Per una part, hi ha opinions documentades que el 1947 defensaven la procedència del nom del mot àrab mochain, amb el significat d'emmascarat o encapirotat. Per altra, hi ha qui pensa que rep el nom genèric per ser la primera dansa que apareix obrint marxa, en record de les antigues desfilades i processons o festes públiques —moixigangues, de la qual muixeranga seria una deformació posterior—, amb comparses i gent disfressada, que se celebraven per causa d'algun esdeveniment remarcat. La veritat és que avui, a causa de la manca d'investigacions, no es pot prendre part per cap hipòtesi.
Les més antigues cròniques escrites que la vinculen a Algemesí daten del primer terç del segle xviii, però de la seua constant i ferma presència ben bé pot pensar-se en un origen molt més antic. Segons les referències de cròniques, la data de 1724, celebració de les primeres festes solemnes en honor de la Mare de Déu de la Salut, podria ser la més antiga que la vincula a la Festa; però si es té en compte la constatació documental dels Llibres de Comptes de la Vila, des de 1733 i des d'aleshores, ja amb cadència anual en liquidar el sou als dolçainers que tocaven a la Festa, és la més exacta fita cronològica. La muixeranga d'Algemesí va celebrar el 2013 el 40 Aniversari des que el 1973 gairebé desaparegués i en tal ocasió va celebrar un acte commemoratiu en homenatge multitudinari a les 30 persones que el 1973 van aconseguir tirar avant un dels balls més simbòlics de València, avui ja festa patrimoni de la humanitat.
A més d'Algemesí, també s'han trobat notícies de muixerangues a altres parts del País Valencià, com Alcoi, Alzira, Bellreguard, Carcaixent, Castelló de la Plana, Llíria, Nules, Requena, Sagunt, Silla, Sogorb, Torrent, València i la Vall d'Uixó.

## Les colles muixerangueres
En el món de les muixerangues, Algemesí és l'únic lloc on hi ha dues colles que hi participen:
- La Muixeranga d'Algemesí que es remunta a l’any 1724 i va ser refundada en 1973.[4]
- La Nova Muixeranga d'Algemesí, fundada en 1997.[4]

## Música
La muixeranga d’Algemesí s’acompanya sempre d’un grup de dolçainers que interpreten tres melodies: el florete o ball, l'enterro i la muixeranga. Les dues primeres són l’acompanyament de figures pròpies, metre que la tercera acompanya totes les altres.
La música no marca el ritme de desenvolupament de les figures. Al revés, els dolçainers modifiquen el ritme per compassar-se al ritme al qual es basteix cada figura. Els tabaleters marquen la formació de la pinya. Els dolçainers comencen quan els muixeranguers comencen a pujar. Els músics més hàbils poden marcar amb notes determinades el moment en què el xiquet de dalt alça la cameta o el punt en què finalitza la baixada. Si la figura cau, la música s’atura.